# 约翰内斯·廷克托里斯
约翰内斯·廷克托里斯（荷蘭語：Johannes Tinctoris；1435年—1511年），文艺复兴时期弗莱芒作曲家、音乐理论家。编撰了欧洲历史上最早的音乐辞典，他的《对位艺术》论述了对位法。其音乐作品有《武士弥撒》等。